# Liste des dirigeants actuels des régions tchèques
 (août 2023).
Cette page dresse la liste des dirigeants actuels des régions de la République tchèque.

## Dirigeants des régions
| Région          | Statut     | Nom                 | Depuis (le)      |
| --------------- | ---------- | ------------------- | ---------------- |
| Bohême-Centrale | Gouverneur | Jaroslava Jermanová | 18 novembre 2016 |
| Bohême-du-Sud   | Gouverneur | Ivana Stráská       | 27 avril 2017    |
| Hradec Králové  | Gouverneur | Jirí Stepán         | 14 novembre 2016 |
| Karlovy Vary    | Gouverneur | Jana Vildumetzová   | 22 novembre 2016 |
| Liberec         | Gouverneur | Martin Puta         | 27 novembre 2012 |
| Moravie-du-Sud  | Gouverneur | Bohumil Šimek       | 16 novembre 2016 |
| Moravie-Silésie | Gouverneur | Ivo Vondrák         | 10 novembre 2016 |
| Olomouc         | Gouverneur | Ladislav Oklestek   | 27 février 2017  |
| Pardubice       | Gouverneur | Martin Netolický    | 2 novembre 2012  |
| Plzeň           | Gouverneur | Josef Bernard       | 21 novembre 2016 |
| Prague          | Maire      | Adriana Krnácová    | 26 novembre 2014 |
| Ústí nad Labem  | Gouverneur | Oldrich Bubenícek   | 20 novembre 2012 |
| Vysočina        | Gouverneur | Jirí Behounek       | 14 novembre 2008 |
| Zlín            | Gouverneur | Jirí Cunek          | 2 novembre 2016  |